# Theales
Ordre
Classification APG III (2009)
Les Theales sont un ordre de plantes dicotylédones. Pour la classification phylogénétique APG II (2003) et classification phylogénétique APG III (2009) cet ordre n'existe pas. Certaines familles, comme les Théacées, sont alors placées parmi les Ericales.
En classification classique de Cronquist (1981) il comprend les 18 familles suivantes :
- Actinidiacées, famille du kiwi
- Caryocaracées
- Clusiacées
- Diptérocarpacées
- Élatinacées
- Marcgraviacées
- Médusagynacées
- Ochnacées
- Oncothécacées
- Paracryphiacées
- Pelliciéracées
- Pentaphylacacées
- Quiinacées
- Sarcolaénacées
- Scytopétalacées
- Sphaérosépalacées
- Tétraméristacées
- Théacées, famille du théier